# Dal Shabet
Dalshabet (hangul: 달샤벳; rr: Tal Šyabet; MR: Dal Syabet; estilizado como Dal★Shabet) é um grupo feminino sul-coreano formado pela E-Tribe através da Happy Face Entertainment em 2011. Ele atualmente consiste em quatro integrantes: Serri, Ah Young, Woohee e Subin.

## História

### Pré-estreia
Durante a segunda metade de 2010, começaram a circular rumores através de sites de mídia coreanos que E-Tribe, os produtores de diversos hits tais como "Gee" de Girls' Generation e "U-Go-Girl" de Lee Hyori, estaria planejando lançar um novo grupo. Os produtores rapidamente desmentiram os rumores e disseram que eram falsos. Em 9 de dezembro de 2010, a pequena gravadora de E-Tribe, Happy Face Entertainment, anunciou que iria lançar um girl group de seis integrantes chamado Dal Shabet. Os perfis das integrantes do grupo foram revelados em 29 de dezembro de 2010, bem como sua data de estreia: 3 de janeiro de 2011.

### 2011: Debut,Pink Rocket&Bling Bling
Dalshabet lançou o vídeo de sua música de estréia, "Supa Dupa Diva", em 3 de janeiro de 2011, tornando-as o primeiro grupo ídolo estrear em 2011. As Promoções para "Supa Dupa Diva" começaram em 6 de janeiro de 2011, no M ! Countdown. A canção provou ser muito bem sucedida quando ela superou em tempo real os gráficos de estação de música para a maioria de seu período promocional. As Promoções para "Supa Dupa Diva", que terminaram em 14 de março de 2011, foi revelado que o grupo estaria segurando seu próximo retorno em abril. "Supa Dupa Diva" mais tarde foi votada por várias celebridades em uma pesquisa como a segunda música mais viciante de 2011, bem como ter a segunda coreografia mais popular. Em 5 de abril de 2011, as fotografias para a primeira faixa comeback "Pink Rocket" de Dal Shabet foram revelados. O conceito, apelidado como 'rocket girls", mostrou um lado mais elegante e feminino para o grupo. Em 13 de abril de 2011, o album compelto e o vídeo da música para "Pink Rocket" foi lançado. Promoções para "Pink Rocket", começou o dia seguinte no M! Countdown. As Promoções para "Pink Rocket", que terminou em 30 de Maio de 2011, mas o grupo garantiu aos fãs que iria lançar outro álbum no início de agosto. Foi anunciado em 02 de agosto de 2011, que Dal Shabet estaria fazendo um retorno 'badalado. Durante toda a primeira semana de agosto, conceito fotos de cada membro foram liberados. As roupas nas fotos de conceito foram rapidamente reuniu-se com a controvérsia e foram consideradas "muito sensual" para a televisão ao vivo, fazendo uma revisão completa do conceito. Em 10 de agosto de 2011, Dal Shabet lançou seu vídeo da música "Bling Bling" . As Promoções para "Bling Bling" começaram em 12 de agosto de 2011, no Music Bank. A canção provou ser o seu maior sucesso, no entanto, como ele conseguiu quebrar o top ten no gráfico Gaon. As Promoções para "Bling Bling" terminaram oficialmente em 6 de novembro de 2011, mas os fãs foram assegurados que o grupo iria voltar rapidamente para o palco.

### 2012:Hit U, saída de Viki, entrada de Woohee,Mr. Bang Bang&Have Don't Have
No início de janeiro, foi anunciado que Dalshabet viriam a ser os principais modelos da marca coreana de luxo 'SONOVI'.
Em 8 de janeiro de 2012, foi revelado que os membros do Dal Shabet estaria passando por uma transformação dramática e poderosa para seu quarto EP. As Promoções para "Hit U" começaram em 26 de janeiro de 2012, no M! Countdown. O vídeo da música e o EP foram lançados digitalmente e fisicamente no dia seguinte. O álbum passou a cobrir a parte física do gráfico Gaon, fixando-se o primeiro álbum número um do Dal Shabet. As Promoções para "Hit U", que terminou em 16 de março de 2012, mas o grupo confirmou que eles estariam retornando à cena musical em junho. 
Em 22 de maio de 2012, foi confirmado que o grupo iria lançar seu primeiro álbum de estúdio em 6 de junho de 2012. Três dias depois, a tracklist do álbum foi lançado, confirmando o nome do álbum a ser BANG BANG. Em 23 de maio de 2012, foi anunciado que Viki estaria deixando o grupo para continuar a sua carreira como artista solo. Ela foi substituída por uma nova membro Woohee antes que o grupo tivesse seu retorno. Mais tarde, foi confirmado por um porta-voz da agência da Dal Shabet que Serri estaria tomando a posição de líder. 
Em 1 de junho de 2012, um teaser de introdução com Woohee dançando "Freakum Dress" de Beyoncé foi lançado. Em 6 de junho de 2012, o vídeo e álbum foram liberados. As Promoções para "Mr. Bang Bang" começaram no M! Countdown no dia seguinte. As Promoções para "Mr. Bang Bang", que terminou no dia 28 de julho de 2012, transmitido no 'Music Core'. Dal Shabet confirmou que estará fazendo seu retorno em algum momento de novembro. 
Em 24 de Outubro de 2012, os membros do Dal Shabet foram selecionados para serem os principais modelos da marca chinesa smartphones 'Vivo'. 
Em 13 de Novembro de 2012, o quinto EP de Dal Shabet, Have, Don't Have, foi lançado digitalmente e fisicamente, com o vídeo da música que foi sendo liberado pouco depois. A segunda versão do vídeo da música foi lançado no dia seguinte. Ambos os vídeos foram filmados com a ajuda de Lee Si Uhn e ''Jongtuk and the Cheerful Men". As Promoções para a faixa título do álbum," Have, Don't Have ", começou no M! Countdown em 15 de novembro de 2012. Happy Face Entertainment chamou a canção "uma canção do disco que é fácil para os ouvintes para cantar junto e as letras descrevem sentimentos bonitos de uma menina para um garoto". Em 19 novembro de 2012 , Dal Shabet lançou um video surpresa da música "For Darling". A canção, música e vídeo, fou um presente especial do Dal Shabet para os seus fãs.

### 2013:It's You,Be Ambitious& Controvérsia
Em 15 de maio de 2013, Dalshabet lançaram "It's You" para o drama da SBS All About My Romance original Soundtrack. O lançamento serve como pista principal de toda a trilha sonora.
Em 28 de maio de 2013, foi anunciado que Dalshabet iria lançar seu novo álbum em 20 de junho de 2013. Sua agência declarou: "Este álbum é perfeito para o verão sufocante. A música fresca de verão ira lhe aliviar. Elas vão mostrar um lado de si mesmos que você nunca viu antes. " Em 17 de junho, 2013, anunciou-se que a letra de" Be Ambitious"eram impróprios para transmissão pública devido ao conteúdo sexual e teria de ser alterado, a fim de promover o grupo na televisão. Sua empresa cumpriu pro mesmo dia e mudou as letras em questão.  Em 19 de junho, 2013, Dal Shabet realizou um evento showcase para comemorar o lançamento de seu sexto álbum.  Em 20 de junho, 2013, o grupo lançou fisicamente e digitalmente seu sexto album, juntamente com um vídeo que acompanha a música para "Be Ambitious". O grupo começou as promoções para o seu álbum no mesmo dia e realizaram uma volta aos palcos duas músicas em M Mnet! Countdown. 
Em 1 de Julho, 2013, grupo dos homens direitos 'Man of Korea' entrou com uma liminar para proibir completamente a distribuição adicional de "Be Ambitious". O grupo declarou: "A letra e música do vídeo de" Be Ambitious "depreciam as mulheres e os homens, e é prejudicial para a juventude. O vídeo da música também contém cenas que depreciam os 600.000 soldados que estão trabalhando duro em seu alistamento." Em 11 de julho, 2013, Happy Face Entertainment e 'Man of Korea' realizou uma conferência conjunta, onde se discutiu o processo. Após a conferência, 'Man of Korea' anunciou oficialmente que eles seriam deixando cair sua ação judicial contra Dal Shabet de "Be Ambitious". Happy Face Entertainment declarou: "Não houve intenção de depreciar a imagem de soldados que seja, portanto, esclarecido o mal-entendido através da negociação e pacificamente chegaram a um acordo." 
Em 31 de dezembro, 2013, "Have, Don't Have" estava determinado a ser o grupo de música menina mais tocada em lojas de moda coreana para 2013.

### 2014: B.B.B & Acidente de carro de Subin
Em 15 de dezembro, 2013, Happy Face Entertainment (agora Dreamcatcher Company) anunciou que Dalshabet foram programados para fazer um retorno em 08 de janeiro de 2014, e que uma "transformação chocante" foi planejado para elas.  Em 05 de janeiro de 2014, o grupo apareceu no show 'Real Men', onde elas realizaram sua faixa-título inédita para as tropas. Em 8 de janeiro, 2014, Dal Shabet lançaram fisicamente e digitalmente "B.B.B", juntamente com o vídeo da música que o acompanha.
Após as filmagem do MBC Cada um de 9-6 em 23 de maio de 2014, Subin foi envolvido em um acidente de carro em Busan, quando regressava para Seul. Um representante do centro de alívio que responderam ao acidente relatado, "Em 23 de maio , por volta das 19:30, a van foi anulada e completamente destruído. Foi um acidente sério ". Um segundo representante do departamento de polícia relatou: "Parece ser condução negligente. Estamos investigando isso." Subin foi internada em um hospital próximo e mais tarde mudou-se para Seul, onde ela passou por uma cirurgia para seus ferimentos. 
Em 26 de setembro, 2014, Happy Face Entertainment anunciou que Dal Shabet estava em processo de gravação de um novo álbum para um retorno no final de janeiro de 2015. 
Em outubro de 2014, Woohee foi hospitalizada e recebeu a cirurgia para um colapso pulmonar. Ela recebeu uma cirurgia para a mesma condição no passado e está tomando uma pausa de atividades em grupo para se concentrar na recuperação.

### 2015: Joker Is Alive & saída de JiYul e GaEun
O Oitavo EP de Dalshabet, Joker Is Alive, foi lançado em 15 de abril de 2015, seu primeiro lançamento em um ano e três meses. A faixa-título, "Joker", é uma canção swing jazz dance. No vídeo da música, Dal Shabet mostram Harlequins do sexo feminino que seduzem o Coringa, interpretado por Lee Seung-ho. O vídeo da música foi proibida pela KBS por causa de sua coreografia explícita, e a letra da canção foram censuradas pela rede porque o Inglês da palavra "joker" soa semelhante a um palavrão coreano.
No dia 9 de dezembro de 2015 foi anunciado oficialmente a saída das membros JiYul e GaEun do grupo. Após seus contratos com a empresa expirarem, deixaram uma carta escrita a mão em seu fancafe oficial anunciando a graduação. Ambas pediram aos fãs para continuarem a apoiar as outras membros do grupo em seu próximo comeback, como também, mostraram seus planos futuros. JiYul adentrará no mundo das atrizes, enquanto GaEun focará nos estudos de moda.
Em dezembro, a Happy Face Entertainment também confirmou que Dal Shabet faria um comeback com as 4 integrantes para celebrar o aniversário de cinco anos do grupo em 5 de Janeiro de 2016. Em 21 de Dezembro,  liberou teasers do comeback de Dal Shabet e também anunciou o nome do seu nono mini-álbum, denominado "Naturalness".

### 2016: Naturalness, Fri. Sat. Sun
Em 5 de Janeiro o primeiro MV de "Naturalness" foi liberado no YouTube, intitulado "Someone Like U". "Naturalness" ocupa a posição número 1 no Japan's Tower Records Chart, 4ª posição na China's YinYueTai e a 10° posição na Gaon Album Chart, no dia 28 de Setembro, Dal Shabet fez seu comeback com o 10º mini-álbum "FRI. SAT. SUN.", com a faixa título Fri. Sat. Sun

### 2017:The Unit & saída de Ah Young, Serri e Subin da empresa
Em dia 23 de Agosto, uma fonte da Happy Face Entertainment revelou que Subin estaria se preparando para juntar-se ao reality show de sobrevivência idol The Unit, ela seria a única integrante do Dalshabet à participar do programa televisivo, no entanto, Serri e Woohee foram enviadas em seu lugar por motivos desconhecidos. As duas integrantes fizeram a audição apresentando um cover da canção Lady Marmalade presente na trilha sonora do filme Moulin Rouge!A integrante Woohee acabou ganhando o 7º lugar no rank final do programa e Serri foi eliminada antes de poder participar da prova final.  
No dia 14 de Dezembro de 2017 foi anunciado que as integrantes Ah Young, Serri e Subin estariam deixando a empresa uma vez que seus contratos estariam expirando em 31 de Dezembro, por meio de redes sociais as integrantes agradeceram o carinho dos fãs com cartas escritas a mão, mas deixando sempre exposto que o Dalshabet não teve seu disband. Diversas reportagens e as próprias integrantes falaram que apesar da situação que não favorece a chance de um comeback, o Dalshabet pretende voltar aos palcos, juntas, como um grupo.
Woohee continuará sendo gerenciada pela Happy Face Entertainment por ainda ter contrato válido com a mesma.

### 2018: Re-debut de Woohee
Como finalista do programa de sobrevivência idol The Unit: Idol Rebooting Project Woohee promoveu como integrante ativa do grupo feminino Uni. T. durante o ano.
No dia 12 de Outubro o grupo Uni.T teve oficialmente seu disband no Music Bank performando as músicas "I Mean" e "Begin With The End" presentes em seu último álbum de estúdio de mesmo nome.
No dia 5 de Dezembro foi anunciado que o contrato de Woohee com o Dalshabet havia expirado, deixando a questão de disband do grupo em aberto.

## Integrantes
- Serri (hangul: 세리), nascida Park Mi-yeon (hangul: 박미연) em Geumcheon-gu, Coreia do Sul, em 16 de setembro de 1990 (34 anos).
- Ah Young (hangul: 아영), nascida Cho Ja-young (hangul: 조자영) em Seul, Coreia do Sul em 26 de maio de 1991 (33 anos).
- Woohee (hangul: 우희), nascida Bae Woo-hee (hangul: 배우희) em Seul, Coreia do Sul, em 21 de novembro de 1991 (33 anos).
- Subin (hangul: 수빈), nascida Park Su-bin (hangul: 박수빈) em Gwangju, Coreia do Sul em 12 de fevereiro de 1994 (31 anos).

### Ex-integrantes
- Viki (hangul: 비키), nascida Kang Eun-hye (hangul: 강은혜) em Seul, Coreia do Sul em 24 de março de 1988 (36 anos).
- Jiyul (hangul: 지율), nascida Yang Jung-yoon (hangul: 양정윤) em Seul, Coreia do Sul em 30 de julho de 1991 (33 anos).
- Gaeun (hangul: 가은), nascida Cho Ga-eun (hangul: 조가은) em Seul, Coreia do Sul em 28 de julho de 1992 (32 anos).

## Discografia
Álbuns de estúdio
- 2012: BANG BANG

EPs
- 2011: Supa Dupa Diva
- 2011: Pink Rocket
- 2011: Bling Bling
- 2012: Hit U
- 2012: Have, Don't Have
- 2013: Be Ambitious

- 2014: B.B.B
- 2015: Joker Is Alive
- 2016: Naturalness
- 2016: FRI. SAT. SUN

## Filmografia

### Filmes
- 2012: Her Story (Jiyul)
- 2012: PaPa (Jiyul)
- 2012: Wonderful Radio (participação especial)

### Dramas
- 2011: Dream High (participação especial)

### Reality shows
- 2011: Dal Shabet's Sweet Sweet Story
- 2011: Dal Shabet’s Cool Friends
- 2014: A Date with K-pop Stars

## Prêmios e indicações
| Ano  | Prêmio                                          | Categoria                          | Resultado | Ref   |
| ---- | ----------------------------------------------- | ---------------------------------- | --------- | ----- |
| 2011 | 19º Republic of Korea Entertainment News Awards | Prêmio de Popularidade             | Venceu    | [ 2 ] |
| 2011 | 2011 Bugs Music Awards                          | Melhor Rookie                      | Venceu    | [ 3 ] |
| 2011 | 2011 Soompi Gayo Awards                         | Top Novos Artistas de 2011         | Venceu    | [ 4 ] |
| 2012 | Golden Disk Awards                              | Melhor Artista Recém-chegado       | Venceu    | [ 5 ] |
| 2012 | GALLUP Korea                                    | Melhor Novo Grupo Feminino de 2011 | Venceu    | [ 6 ] |
| 2013 | 2012 Allkpop Awards                             | Estrela em Ascensão                | Venceu    | [ 7 ] |